# بليك جينر
بليك جينر (بالإنجليزية: Blake Jenner)‏ (و. 1992  م) هو ممثل، ومغني، وممثل أفلام، وممثل تلفزي، من الولايات المتحدة، ولد في ميامي.

## التعليم
تعلم في Felix Varela Senior High School ‏.

## وصلات خارجية
- بليك جينر على موقع IMDb (الإنجليزية)
- بليك جينر على موقع روتن توميتوز (الإنجليزية)
- بليك جينر على موقع قاعدة بيانات الأفلام العربية
- بليك جينر على موقع ألو سيني (الفرنسية)
- بليك جينر على موقع ميوزك برينز (الإنجليزية)
- بليك جينر على موقع تيرنر كلاسيك موفيز (الإنجليزية)
- بليك جينر على موقع أول موفي (الإنجليزية)
- بليك جينر على موقع أول ميوزيك (الإنجليزية)
- بليك جينر على موقع ديسكوغز (الإنجليزية)
- بليك جينر على موقع قاعدة بيانات الفيلم (الإنجليزية)